# Guaiqueríes de Margarita
Les Guaiqueríes de Margarita sont un club vénézuélien de basket-ball évoluant en Liga Profesional de Baloncesto, soit le plus haut niveau du championnat vénézuélien. Le club est basé dans la ville de La Asunción.

## Palmarès
- Champion du Venezuela : 1977, 1978, 1979, 1980, 1981, 1982, 1997, 2007

## Entraîneurs successifs
- 2001-mai 2001 :  Néstor Salazar
- mai 2001-2001 :  Néstor García
- 2013-2014 :  Gustavo Aranzana
- 2015 :  Gustavo Aranzana
- :  Jorge Arrieta
- 2010 :  Néstor Salazar